# Мун Ий Дже
Мун Ий Дже (кор. 문 의제; нар. 10 лютого 1975, Теджон) — південнокорейський борець вільного стилю, дворазовий срібний призер чемпіонатів світу, переможець та срібний призер чемпіонатів Азії, дворазовий чемпіон Азійських ігор, срібний призер Кубку світу, дворазовий срібний призер Олімпійських ігор.

## Біографія
Боротьбою почав займатися з 1988 року. 1995 став віце-чемпіоном світу серед молоді. Виступав за борцівський клуб Samsung Corporation, Сеул. Тренувався пд керівництвом Пак Чон Суна.

## Спортивні результати на міжнародних змаганнях

### Виступи на Олімпіадах
| Змагання                    | Збірна         | Вагова категорія | Місце  |
| --------------------------- | -------------- | ---------------- | ------ |
| Літні Олімпійські ігри 2000 | Південна Корея | 76 кг            | Срібло |
| Літні Олімпійські ігри 2004 | Південна Корея | 84 кг            | Срібло |

На літніх Олімпійських іграх 2000 року в Сіднеї Мун Ий Дже програв у півфіналі німецькому борцю Александру Ляйпольду та виграв у поєдинку за бронзову нагороду у представника Туреччини інгуського походження Адема Берекета. Але по завершенні змагань мав місце резонансний інцидент: Александр Ляйпольд, який виграв золоту медаль, провалив допінг-тест, і був позбавлений титулу й трофею. Через це було здійснено перерозподіл медалей між призерами змагань у цій ваговій категорії, унаслідок чого корейський спортсмен отримав срібну нагороду. Через чотири роки на літніх Олімпійських іграх 2004 року в Афінах повторив цей результат, поступившись у фіналі Келу Сендерсону зі Сполучених Штатів Америки.

### Виступи на Чемпіонатах світу
| Змагання                        | Збірна         | Вагова категорія | Місце  |
| ------------------------------- | -------------- | ---------------- | ------ |
| Чемпіонат світу з боротьби 1997 | Південна Корея | 76 кг            | 5      |
| Чемпіонат світу з боротьби 1998 | Південна Корея | 76 кг            | Срібло |
| Чемпіонат світу з боротьби 1999 | Південна Корея | 76 кг            | 6      |
| Чемпіонат світу з боротьби 2001 | Південна Корея | 76 кг            | Срібло |
| Чемпіонат світу з боротьби 2003 | Південна Корея | 84 кг            | 11     |

На чемпіонаті світу 1998 року в Тегерані став віце-чемпіоном, поступившись у фіналі Бувайсару Сайтієву з Росії. Через три роки чемпіонаті світу 2001 року в Софії повторив цей результат, знову поступившись у фіналі Бувайсару Сайтієву.

### Виступи на Чемпіонатах Азії
| Змагання                       | Збірна         | Вагова категорія | Місце  |
| ------------------------------ | -------------- | ---------------- | ------ |
| Чемпіонат Азії з боротьби 1997 | Південна Корея | 76 кг            | Золото |
| Чемпіонат Азії з боротьби 2004 | Південна Корея | 84 кг            | Срібло |

### Виступи на Азійських іграх
| Змагання           | Збірна         | Вагова категорія | Місце  |
| ------------------ | -------------- | ---------------- | ------ |
| Азійські ігри 1998 | Південна Корея | 76 кг            | Золото |
| Азійські ігри 2002 | Південна Корея | 84 кг            | Золото |

## Виступи на Кубках світу
| Змагання                    | Збірна         | Вагова категорія | Місце  |
| --------------------------- | -------------- | ---------------- | ------ |
| Кубок світу з боротьби 2002 | Південна Корея | 84 кг            | Срібло |

### Виступи на інших змаганнях
| Змагання                                              | Збірна         | Вагова категорія | Місце  |
| ----------------------------------------------------- | -------------- | ---------------- | ------ |
| Східно-Азійські ігри 1997                             | Південна Корея | 76 кг            | Срібло |
| Тестовий турнір FILA 1998                             | Південна Корея | 76 кг            | Золото |
| Східно-Азійські ігри 2001                             | Південна Корея | 76 кг            | Золото |
| Кубок Азії з боротьби 2003                            | Південна Корея | 84 кг            | Золото |
| Олімпійський кваліфікаційний турнір 2004 (Братислава) | Південна Корея | 84 кг            | 4      |